# Conostegia xalapensis

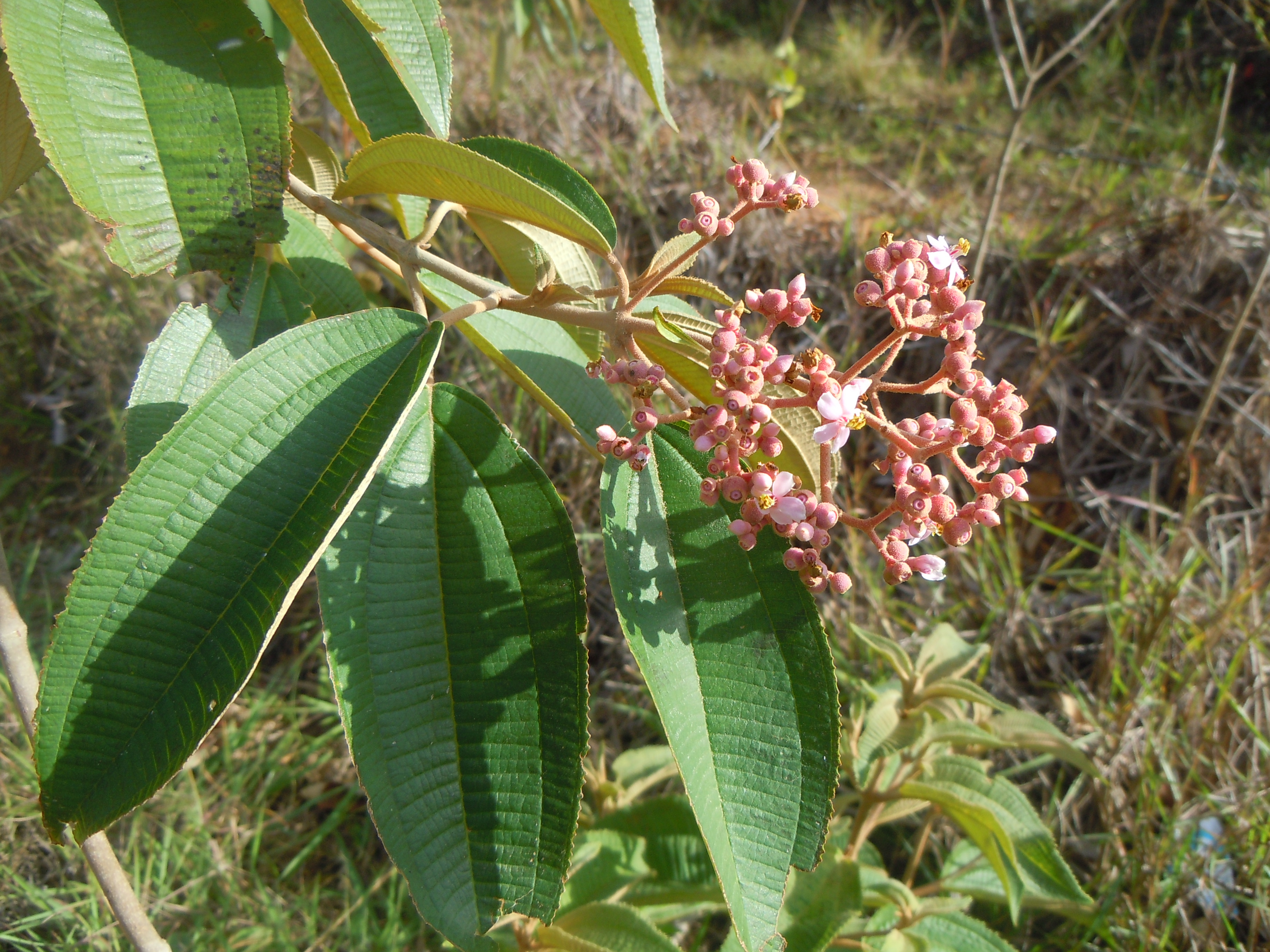
Blütenstand und Blätter

Conostegia xalapensis ist eine Pflanzenart in der Familie der Schwarzmundgewächse aus dem südlichen und westlichen Mexiko, Zentralamerika, Kuba bis nach Kolumbien.  Sie ist bekannt als Canallito.

## Beschreibung
Conostegia xalapensis wächst als meist immergrüner Strauch etwa 3–4 Meter oder als Baum bis zu 10–12 Meter hoch. Die Zweige sind dicht und kurz weiß-bräunlich behaart.
Die einfachen Laubblätter sind gegenständig und gestielt. Der dicht behaarte Blattstiel ist bis zu 5 Zentimeter lang. Die oberseits kahlen, dunkelgrünen, eiförmigen bis seltener verkehrt-eiförmigen, spitzen bis zugespitzten Blätter sind feiner oder gröber gezähnt bis ganzrandig und bis etwa 18 Zentimeter lang. Unterseits sind sie fahlgrün und dicht weißlich bis rostig behaart. Die Blattbasis ist abgerundet und teils leicht herz- bis keilförmig. Die 3–5-zählige Nervatur ist oberseits leicht eingeprägt und unterseits erhaben, wobei die oberen zwei Seitenadern von der Basis etwas nach oben verschoben sind. Die Nebenblätter fehlen.
Es werden endständige, dicht kurz behaarte Rispen gebildet. Die kleinen, etwa fünfzähligen (4–7), fast sitzenden, zwittrigen Blüten mit doppelter Blütenhülle sind weiß oder rosa. Der Kelch ist kalyptrat und abfallend. Der kleine Blütenbecher ist behaart, die bis 8 Millimeter langen, kahlen und dachigen, verkehrt-eiförmigen Kronblätter sind zurückgelegt. Es sind etwa 10 oder mehr kurze Staubblätter ausgebildet, die Staubfäden sind unterhalb der Antheren knieförmig abgeknickt. Der mehrkammerige Fruchtknoten ist unterständig mit oben einem kleinen Kragen und einem kurzen, dicken, oben abgebogenen, kahlen Griffel mit kleiner, kopfiger Narbe.
Es werden kleine, rundliche, vielsamige und bis 7 Millimeter große, schwarz-purpurne, feinbehaarte Beeren (Scheinfrucht) mit kleiner Blütenbecherhöhlung an der Spitze gebildet. Die vielen, glatten Samen sind etwa 1 Millimeter groß.

## Verwendung
Die angenehm schmeckenden Früchte sind essbar.